# Pasjane
Pasjane (en serbocroata: Pasjane / Пасјане) o Pasjan (en albanés: Pasjan) es un pueblo en el municipio de Parteš del distrito de Gnjilane de Kosovo. Pasjane es uno de los enclaves serbios en Kosovo. 

## Historia
El pueblo se menciona por primera vez en un registro fiscal otomano (defter) de 1455 con el nombre de Pasjan, dentro del valiato de Vuk, que abarca la mayor parte del antiguo territorio de Vuk Branković. En ese momento el pueblo estaba poblado exclusivamente por serbios, en la frente con un sacerdote, que vivían en 94 hogares.
En 1907, hubo una batalla entre la organización Chetnik serbia y el Imperio otomano en la iglesia del pueblo.
En los siglos XIX y XX, Bosiljka Rajčić vivió en el pueblo de Pasjane, fue proclamada santa el 3 de mayo de 2018 por la Iglesia ortodoxa serbia.

## Demografía
La evolución demográfica de Pasjane entre 1948 y 2011 fue la siguiente:
| 1325                                                | 1448 | 1508 | 1845 | 1974 | 2030 | 974 |
| (Fuente: Population of Kosovo since Yugoslav times) |      |      |      |      |      |     |

Según el censo de 2011 (boicoteado parcialmente por los serbios), los serbios representaban el 99,99% de la población (973 personas); los albaneses, el 0,01% (1 persona).

## Infraestructura

### Arquitectura, monumentos y lugares de interés
En el pueblo se construyó la iglesia de la Transfiguración en 1861, incluido en la lista de monumentos culturales de Kosovo.